# Kip-up

Variante de kip-up mais comum, iniciando em uma posição supina.

Kip-up (também chamado levante-chinês, salto de carpa, rising handspring, kick-up, Chinese get up, kick-to-stand, nip-up e carp skip-up) é um movimento ginástico acrobático de levantamento em ascensão, um salto de mão ascendente, no qual o executante estando em uma posição deitada, lança suas pernas em um movimento crescente, puxando o resto de seu corpo acima do solo até se apoiar sobre os pés (erguido ou de joelhos). Costuma-se ser usado em artes marciais como o Karate, o Taekwondo entre outras, também se pratica em acro dance, break dance, luta livre e ginástica.
Devido ao aspecto prático deste movimento, é parte habitual de coreografia de filmes de ação e de artes marciais.

## Característica
Desde uma posição deitada, o executante contrai até o peito as pernas (flexionadas ou esticadas) e retrocede rodando para atrás ligeiramente. Então catapulta as pernas para acima e para diante enquanto empurra desde o solo com os ombros (ou opcionalmente, sobre as mãos, previamente posicionadas ao lado da cabeça). O impulso leva a parte inferior do corpo através do ar, aterrizando sobre os pés; seguidamente, com o suficiente arque-o das costas, alça a parte superior do corpo até ficar vertical numa posição de joelhos.

## Variações
| Nome                     | Descrição |
| ------------------------ | --- |
| Straight-legged kip-up   | Idêntico ao movimento original, a única distinção é que as pernas se mantém retas sobre o peito. |
| No-handed kip-up         | Nesta não se usa as mãos para se apoiar. Considera-se mais difícil que a versão normal como a ausência do empurre das mãos exige mais força para levantar os ombros e o pescoço. Uma distintiva versão do wushu é executada pondo as mãos sobre os joelhos. Praticamente todas as variantes do kip-up podem ser realizadas sem mãos, de maneira que não é raro ver esta versão combinada com outra. |
| Rolling kip-up           | Um kip-up executado rodando frontalmente pelo solo até acabar boca acima, realizando então o kip-up original, todo isso num movimento fluído. |
| headspring ouhead kip-up | neste movimento se situa em posição de joelhos dantes de ir sobre sua cabeça e realizar um handspring dantes do kip-up. |
| Corkscrew kip-up         | realiza um kip-up normal, mas acrescentando uma rotação horizontal de 180º ou inclusive 360º a seu corpo. |
| Suicide kip-up           | em pé, realiza um salto tipo arco com suas costas até tocar o solo, onde coloca as mãos à altura da cabeça e contrai suas pernas até o peito para realizar um kip-up normal. Esta versão é muito perigosa já que o movimento errado pode ocasionar lesões no pescoço. |

## Na cultura popular
Este movimento foi popularizado nos Estados Unidos pelo lutador Shawn Michaels. É comum também na luta livre japonesa com uma infinidade de lutadores.